# Compagnie du Creusot
La Compagnie du Creusot fu un'azienda francese fondata da Claude Baudard de Saint-James, un finanziere del XVIII secolo, con interessi nel campo della siderurgia e delle costruzioni navali.